# Katharina av Württemberg

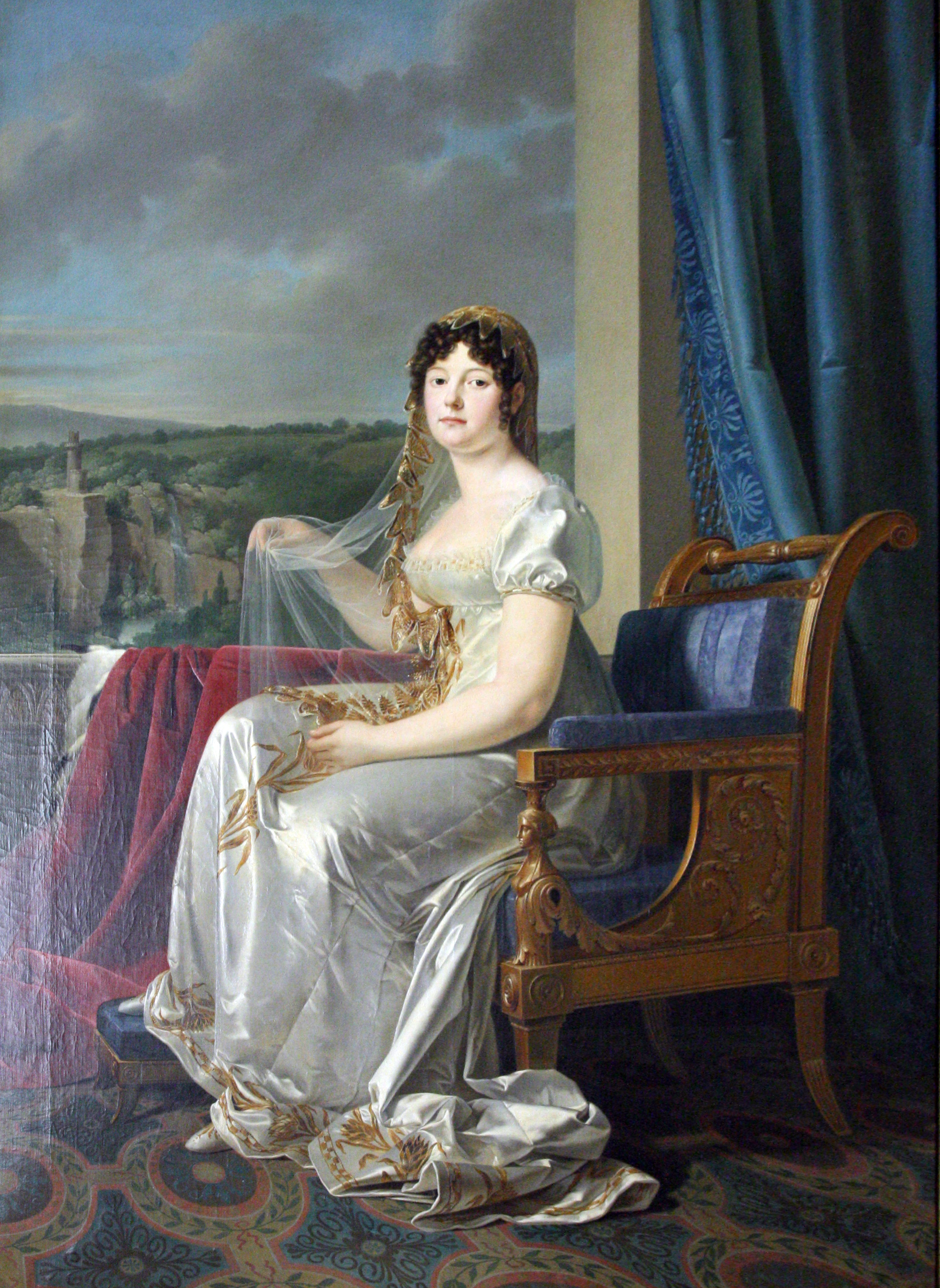
Katharina av Württemberg
målad av Johann Baptist Seele

Katharina av Württemberg (Friederike Katharina Sophie Dorothea), född 21 februari 1783 i Sankt Petersburg, död  28 november 1835 i Lausanne, var den enda drottningen av Westfalen från 1807 till 1813. Hon var dotter till Fredrik I av Württemberg och Augusta Karolina av Braunschweig-Wolfenbüttel. Hon gifte sig på Slottet i Fontainebleau 22 augusti på 1807 med Jérôme Bonaparte. 
Barn :
1. Jérôme Charles (1814–1847)
2. Mathilde (1820–1904) gift med furst Anatolij Demidov (skilda)
3. Napoleon-Jérôme-Joseph-Charles Bonaparte (1822–1891)

Katharinas föräldrar separerade 1788 och fadern fick vårdnaden; hon omhändertogs av sin farmor Sofia Dorothea av Brandenburg-Schwedt och från 1797 av sin styvmor Charlotte av Storbritannien. Hennes far slöt 1803 en allians med Napoleon I, vilken utökade hans terriorium. Katharinas äktenskap arrangerades som ett led i förbundet mellan Frankrike och Württemberg och kungadömet Westfalen skapades för makarna ur Napoleons erövringar i Tyskland. Jerome var under sin regeringstid otrogen med många olika älskarinnor, bland annat Diana Rabe von Pappenheim. 
Vid upproret mot Napoleon 1813 störtades kungadömet Westfalen och Katharina följde Jerome till Frankrike. Efter Napoleons fall 1814 förväntade hennes far att hon skulle separera från maken liksom som Marie Louise av Österrike hade gjort från Napoleon, men hon valde att stanna med Jerome och flyttade med honom till Trieste. Under de hundra dagarna 1815 hjälpte hon Jerome att ta sig ur österrikiskt territorium för att kunna förena sig med Napoleons styrkor och blev därför utvisad till Württemberg, där hon sattes i husarrest. Efter Napoleons slutgiltiga fall fick hon sällskap av maken i arresten. Paret frigavs senare och tilläts återvända till Trieste. De tillbringade resten av livet företrädesvis i Trieste men också i Italien och Schweiz med titeln prinsen och prinsessan av Montfort.